# Dombasle-en-Xaintois
Dombasle-en-Xaintois är en kommun i departementet Vosges i regionen Grand Est (tidigare regionen Lorraine) i nordöstra Frankrike. Kommunen ligger i kantonen Mirecourt som tillhör arrondissementet Neufchâteau. År 2022 hade Dombasle-en-Xaintois 124 invånare.

## Befolkningsutveckling
Antalet invånare i kommunen Dombasle-en-Xaintois
| Referens: INSEE |